# 府川充男
府川 充男（ふかわ みつお、1951年2月23日 - ）は、日本の印刷史研究者、タイポグラファー。『印刷史研究』（印刷史研究会）編輯委員。

## 来歴
横浜市に生まれる。桐朋中学校・高等学校卒業、早稲田大学教育学部教育学科教育学専攻抹籍。
1970年代中葉に雑誌編集者となり、校正、割付、デザイン、広告営業、書店営業も手掛けるようになった。当時は写研の黄金時代だが既製の写植書体にあきたらず、版面設計の材料をふやす目的で、活字の清刷などを基にした仮名文字盤を自作し始める。1980年代に制作された築地体や秀英体を中心とする、活字書体によるおのおの一点ものの仮名文字盤は数十種類に及ぶ。活字書体の探求が近代印刷史を渉猟するきっかけとなって、分析書誌学というあくまで印刷版面を基点とする方法を援用しつつ、組版、印刷とその周辺技術、文化事象の歴史的解明をはかる。また、印刷史の学会として小宮山博史、日下潤一らと印刷史研究会（会長・小宮山博史）を発足させ、自らもその機関誌『印刷史研究』の編輯委員を務める。
『音楽全書』（1976年-77年、海潮社）、『同時代音楽』（1979年-83年、ブロンズ社他）、『リベルタン』（1982年、朝日ソノラマ）などの雑誌を編集、ムック『イメージの冒険 神話』（1979年、河出書房新社）を高橋順一や長谷川明とともに企画・編集。ブック・デザインでは81年の『戦車と機甲戦』（朝日ソノラマ）ですでに築地体初号活字や凸版印刷20ポイント活字に基づく自製文字盤を用いていた。以降、一貫して築地体、秀英体などの仮名を駆使したタイポグラフィを実践する。
『ペンギン・クエスチョン』の創刊準備号（1983年、現代企画室）で、見出しの書体を記事ごとに替えるという試みを行う。1984年、『SAGE』（三共社）で羽良多平吉と協働して誌面設計。この年から白虎社のポスター、チラシ、雑誌などをフォトコラージュの木村恒久とともに担当。87年『アサヒ芸能』に30回にわたり連載された「超報道写真」（写真・蔵田精二、執筆・朝倉喬司）では殆ど既製の仮名書体を用いず毎回本文の仮名書体を変えていった。80年代から90年代にかけて制作された自製仮名文字盤は、築地体初号、36ポイント、一号細仮名、一号太仮名、二号太仮名、三号細仮名、秀英体四号太仮名、四号仮名、大日本印刷24ポイント、16ポイント・アンチック、凸版印刷30ポイント（秀英型）、20ポイント・アンチック（築地型）、江川活版行書三号、弘道軒清朝三号、四号など、またゴシック系では大日本印刷32ポイント（築地型）、凸版印刷30ポイント（秀英型）、それに粘葉本和漢朗詠集の単体仮名など。印刷資料への博捜は、最初は、和文タイポグラフィの材料を集めるために始められた。
1987年ころより1992年まで丸6年弱、開館日には連日、国立国会図書館、国立公文書館内閣文庫、東京大学明治新聞雑誌文庫、早稲田大学図書館特別資料室、青山学院資料センターなどの図書館に籠り、印刷史・書体史などの第一次資料約一万標目を渉猟した。従来の通説であった「本木昌造とウィリアム・ギャンブルから説き始める近代日本印刷史」という視角には、当初から根本的疑問を抱いており、ヨーロッパ東洋学や中国沿岸部でのキリスト教伝道関係の資料を次々に発掘。小宮山博史や鈴木広光らとも協働しながら、より資料的事実に即した印刷史像を描こうとしている。1992年以降、十年ほど月刊『情況』の表紙を設計。2005年10月号まで同誌の本文組版を手掛ける。1997年より通産省傘下の行政法人日本規格協会電子文書処理システム標準化調査研究委員会ワーキンググループ2の委員としてJIS X 4052の策定とJIS X 4051の改訂に参画。
女子プロレスラー尾崎魔弓に熱中し、1989年から尾崎のファン同人誌「終着の浜辺」を亀和田武（高校の先輩）、堀英樹と刊行した。
印刷史にとどまらず、出版史、洋学史、新聞史、教科書史、日欧交渉史、和訳聖書史、明治期国語国字改良論争史、国語書記法史、ヨーロッパ東洋学史、プロテスタント伝道史などにわたる研究成果とほとんどが新出の版面図録4000点ほどは、図書館を出て2年ほどで「字体」「書体」「仮名」という文字論の形式を取った全3篇に成稿された。1994年には大日本印刷のCTSのラインで初校ゲラが出ており、1995年中の刊行が目指されていたものの（B5判400ページある最初の単著『組版原論』はいわばその販促パンフレットとして2ヶ月ほどで速成された）、最初の版元リブロポートの社長交代、二番目の版元・第三文明社との民事訴訟などのトラブルが続き、結局、豊島正之東京外国語大学アジア・アフリカ言語文化研究所准教授（当時）の教示にしたがい、行政法人日本学術振興会の出版助成金を得て、2005年、三省堂から『聚珍録 図説＝近世・近代〈文字-印刷〉文化史』として上梓された。B5判全三千数百ページ、全部で約8.5キログラムという大冊である。

## 主な著書
近世・近代活版印刷史全般や分析書誌学、文字コード問題、DTPの技法、明治期国語国字改良論争史、幕末から昭和初年までの新聞紙面の変遷、日本語の書記法史、パンクチュエーション、タイポグラフィなどについての論述多数。なかでも『聚珍録』は、研究の集大成であり主著と呼ぶに足る。以下に主要な著作を示す。

### 編著書
- 『組版原論 タイポグラフィと活字・写植・DTP』撰著（1996年、太田出版）
- 『印刷史/タイポグラフィの視軸 府川充男電子聚珍版 故きを温ねて新しきを知るための資料と図版』著選 実践社 2005年
- 『聚珍録 圖説=近世・近代日本〈文字-印刷〉文化史』全3巻 撰輯 三省堂 2005年
- 『難読語辞典』編纂 太田出版 2005 年
- 『ザ・一九六八』編著 白順社 2006年

### 共編著
- 『活字礼讃』（1991年、活字文化社、共著）
- 『歴史の文字 記載・活字・活版』（1996年、東京大学総合研究博物館、西野嘉章編、共著）
- 『漢字問題と文字コード』（1999年、太田出版、小池和夫、直井靖、永瀬唯共著）
- 『本と活字の歴史事典』（2000年、柏書房、共編著）
- 『たて・ヨコ組版自由自在』（2000年、グラフィック社、小池和夫共著）
- 『旧字旧かな入門』（2001年、柏書房、小池和夫共著）
- 『真性活字中毒者読本 版面考證/活字書体史遊覧』（2001年、柏書房、小宮山博史,小池和夫共著）
- 『日本の近代活字 本木昌造とその周辺』（2003年、近代印刷活字文化保存会、共編著）
- 『組版／タイポグラフィの廻廊』小池和夫,小宮山博史,日下潤一,前田年昭,大熊肇共著（2007年、白順社）
- 『デザインのことば』石川九楊,三木健,鈴木一誌共著 左右社 神戸芸術工科大学レクチャーブックス  2007

### 辞書編纂
- 『難読即解 国語辞典』（2004年、キャンドゥ）
- 『必携 漢字字典』（2004年、キャンドゥ）
- 『難読語辞典』（2004年、太田出版）

なお小池和夫・鹿島康政と共に『JIS漢字字典』（日本規格協会、初版1997年、増補版2002年）の制作実務にも深く関わった。

### 編纂
- 『活字印刷の文化史』（2009年、勉誠出版）

### 解説
- 『世界印刷通史』（2000年、ゆまに書房）

### 書体選定
- 「日本の活字書体名作精選」（2004年、小宮山博史覆刻、大日本スクリーン製造） - 東京築地活版製造所の仮名活字書体を中心に、九つの仮名フォントをまとめる